# مايكل ويليامز
مايكل ويليامز (بالإنجليزية: Micheal Williams)‏ مواليد 23 يوليو 1966 في دالاس، هو لاعب كرة سلة أمريكي سابق بدأ مسيرته الاحترافية في سنة 1988. تم اختياره من قبل فريق ديترويت بيستونز خلال الدرافت. يبلغ طوله 6 قدم 2 بوصة (1.9 م). اعتزل اللعب في 1999. فاز بلقب دوري إن بي إيه.

## المسيرة الاحترافية
لعب مع ديترويت بيستونز في موسم 1988–1989، ثم لعب مع فينيكس صنز في سنة 1989، ثم لعب مع شارلوت هورنتس في موسم 1989–1990، ثم لعب مع إنديانا بايسرز من سنة 1990 إلى 1992، ثم لعب مع مينيسوتا تمبر ولفز من سنة 1992 إلى 1998، ثم لعب مع تورونتو رابتورز في سنة 1999.

## روابط خارجية
- مايكل ويليامز على موقع إن بي أي (الإنجليزية)
- مايكل ويليامز على موقع سبورتس رفرنس (الإنجليزية)
- مايكل ويليامز على موقع كلية كرة السلة في سبورتس رفرنس.كوم (الإنجليزية)
- مايكل ويليامز على موقع ريلجم (الإنجليزية)
- مايكل ويليامز على موقع بروبوليرز (الإنجليزية)